# Montáž mezi spojovací body

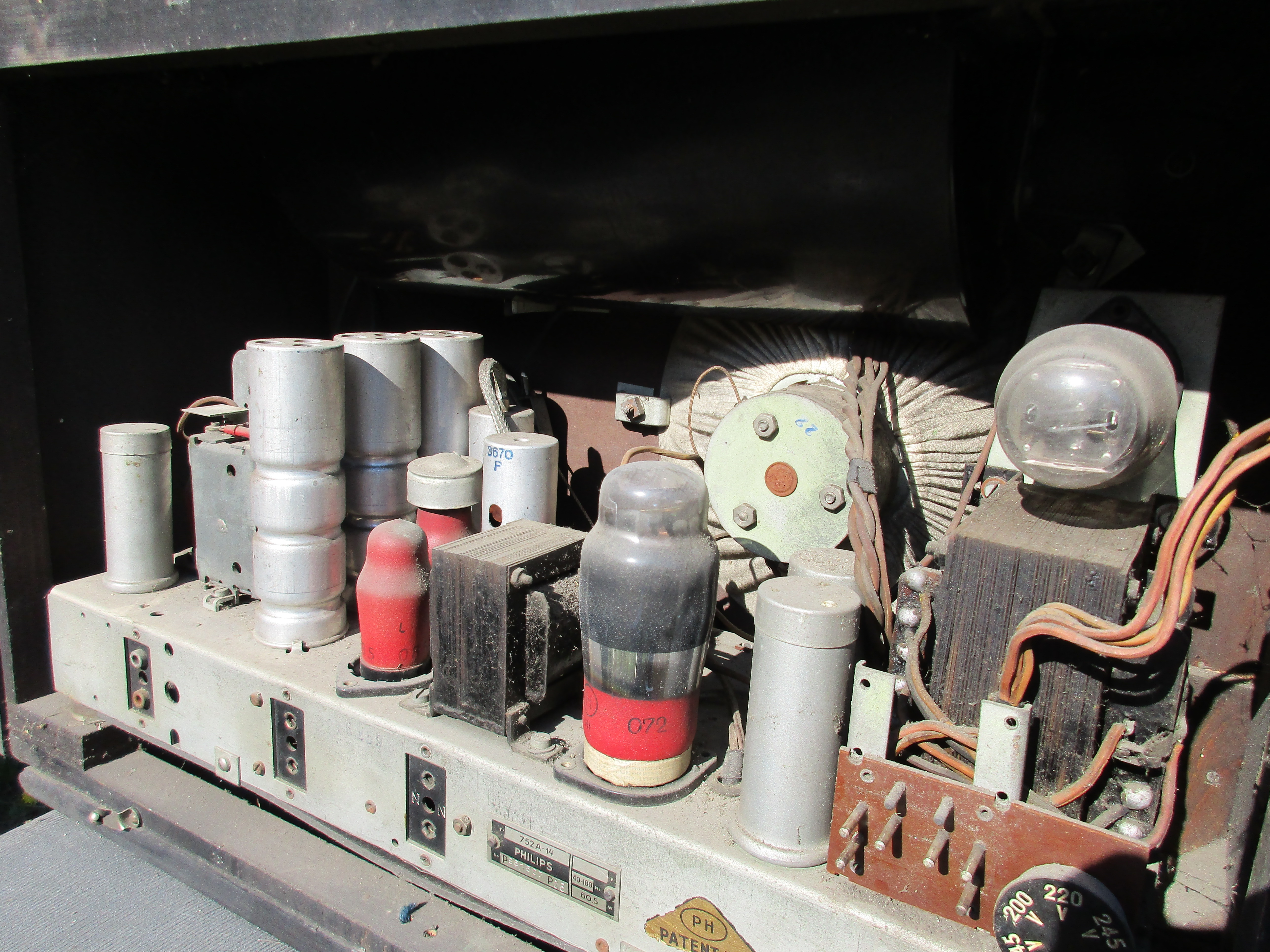
Vnitřní konstrukce elektronkového radiopřijímače přibližně z roku 1935

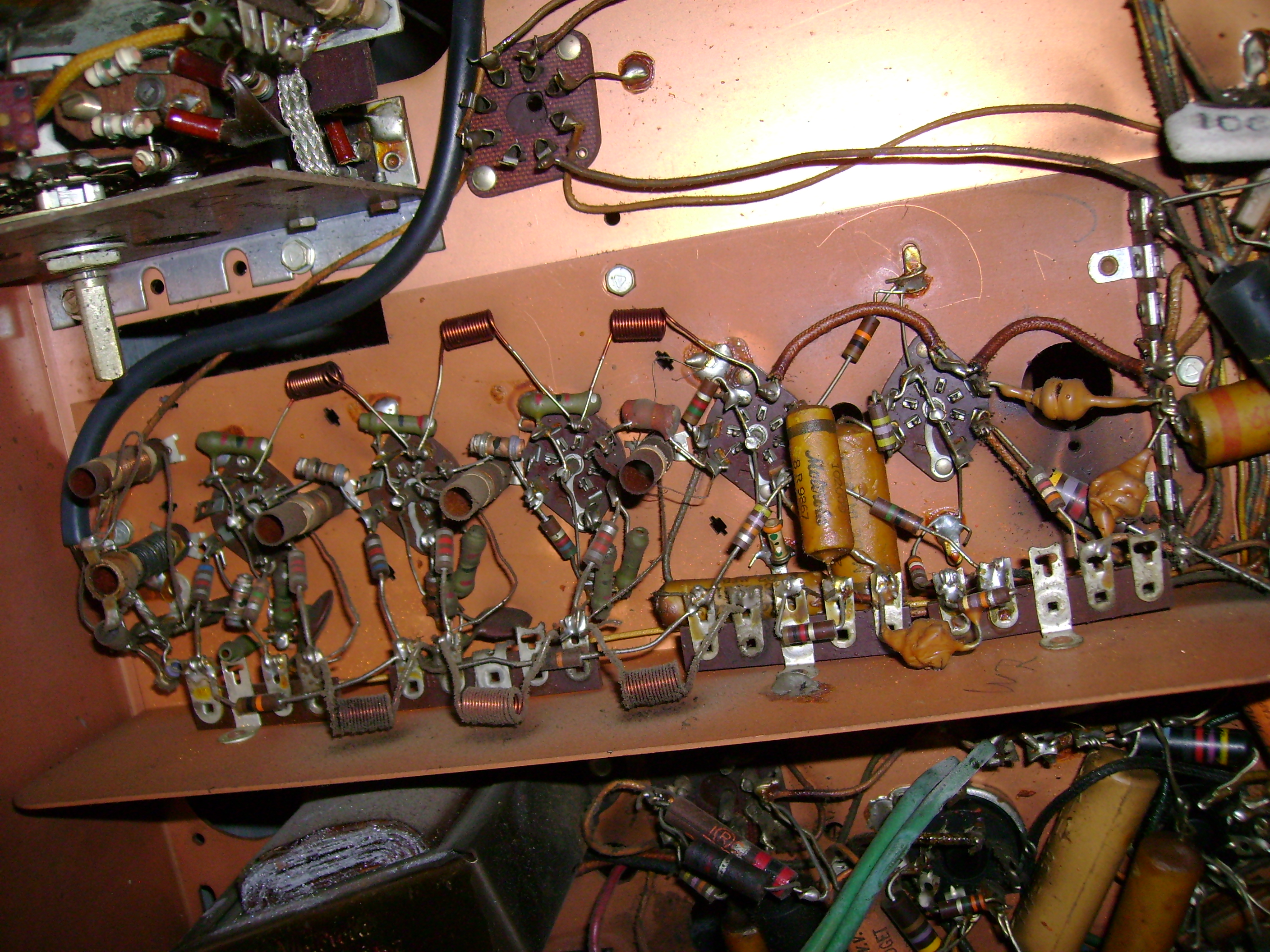
Osazené šasi zespodu

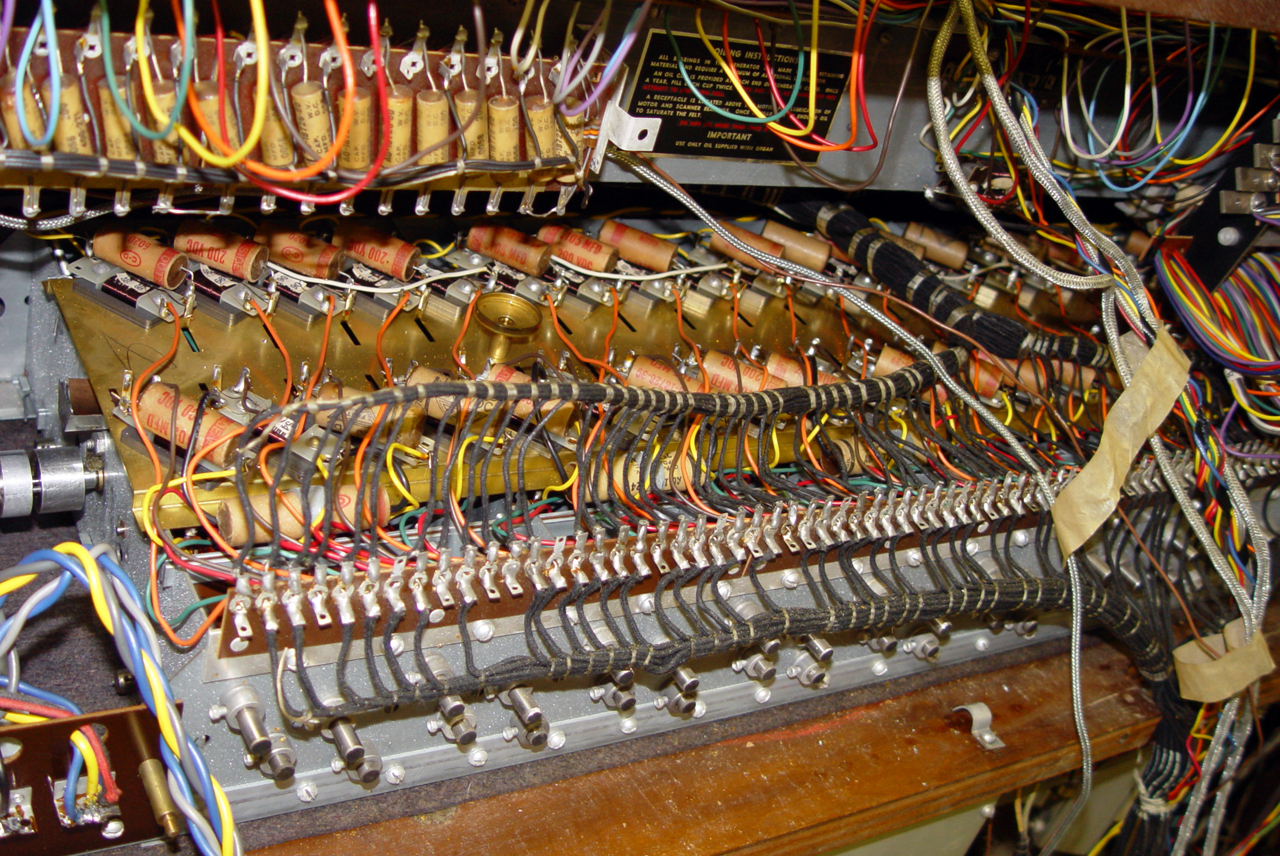
Drátové spoje na šasi

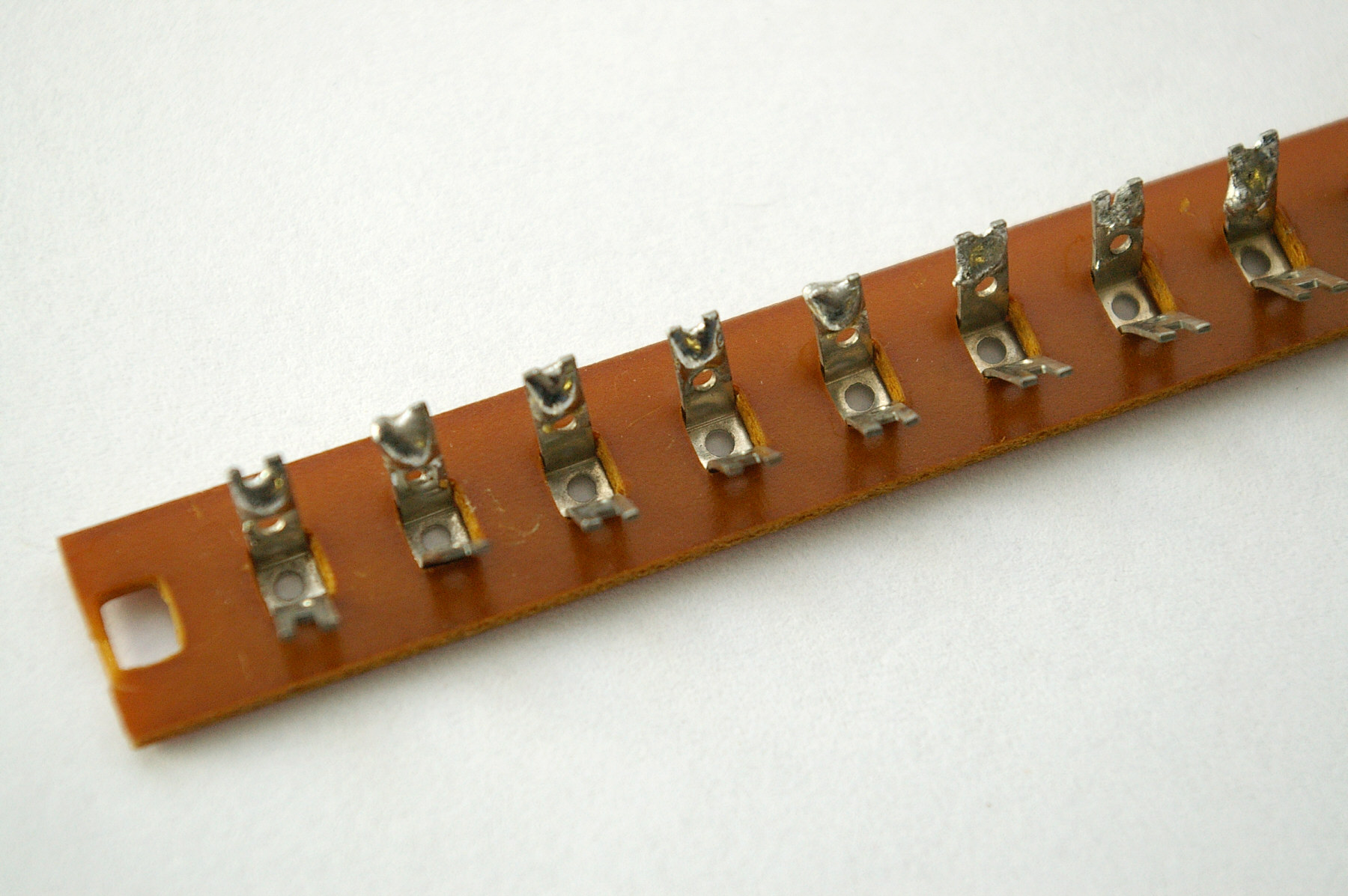
Pájecí lišta (svorkovnice)

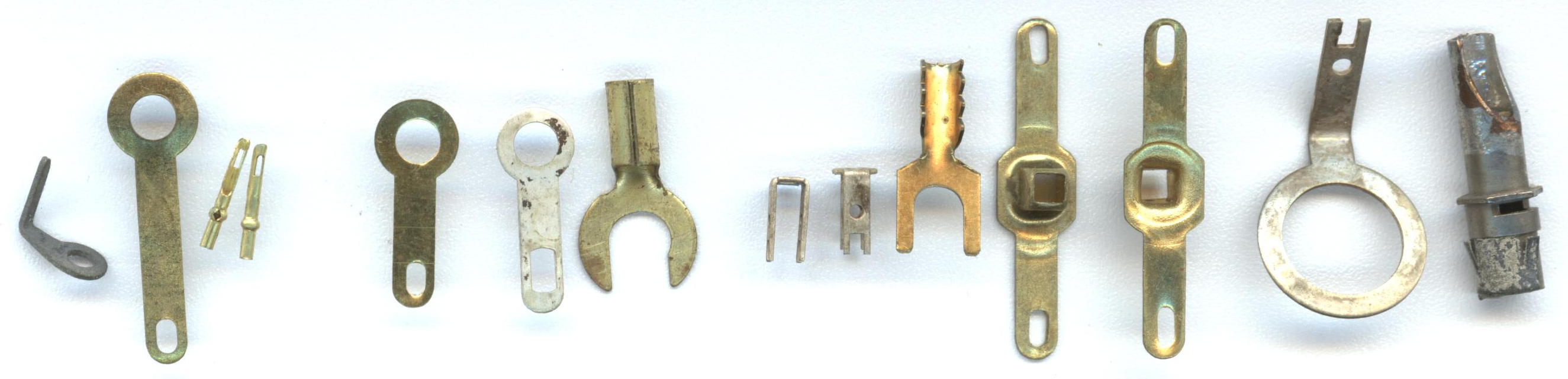
Různé druhy nýtů a pájecích ok

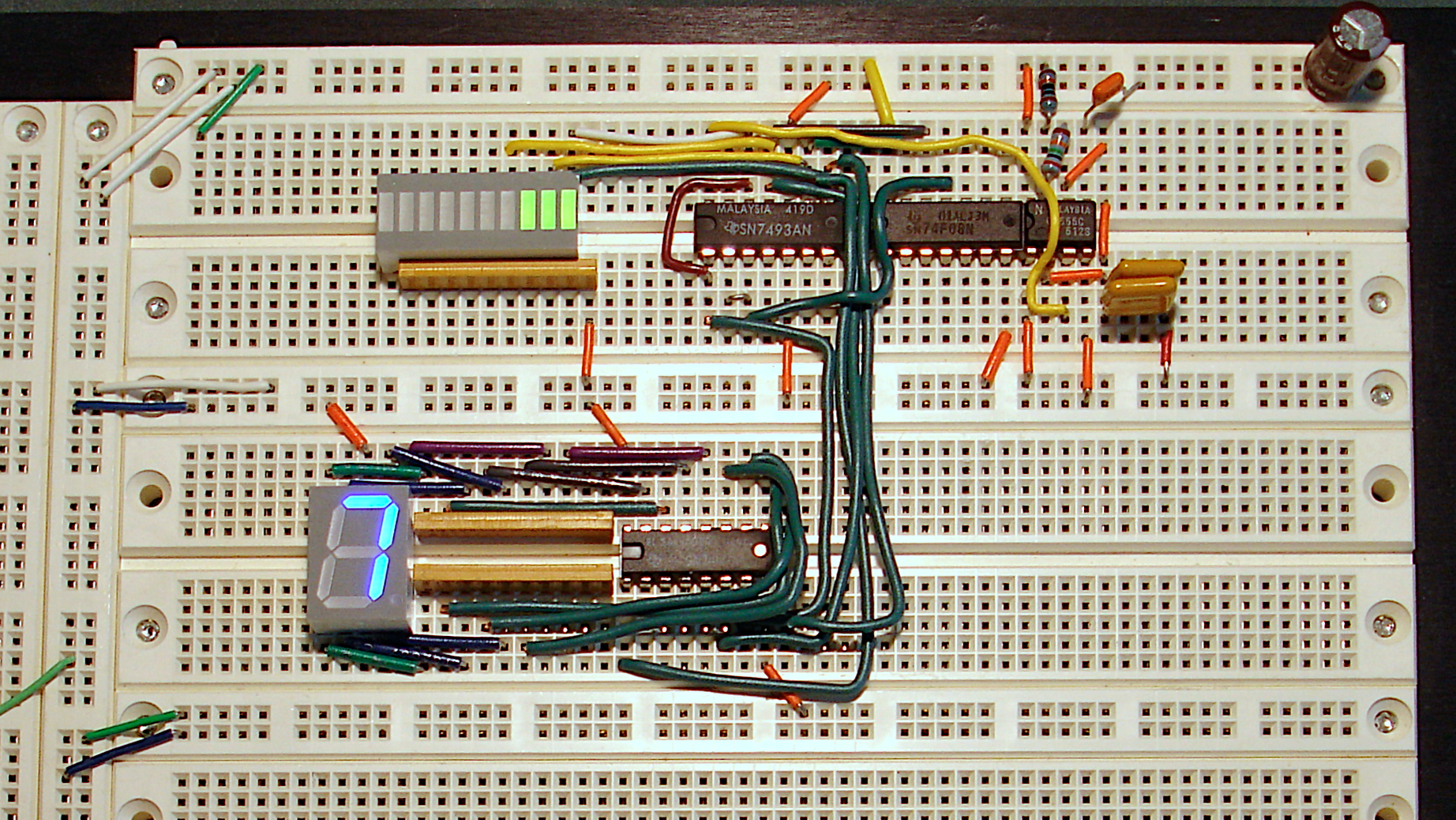
Jednoduchý obvod sestavený na nepájivém poli

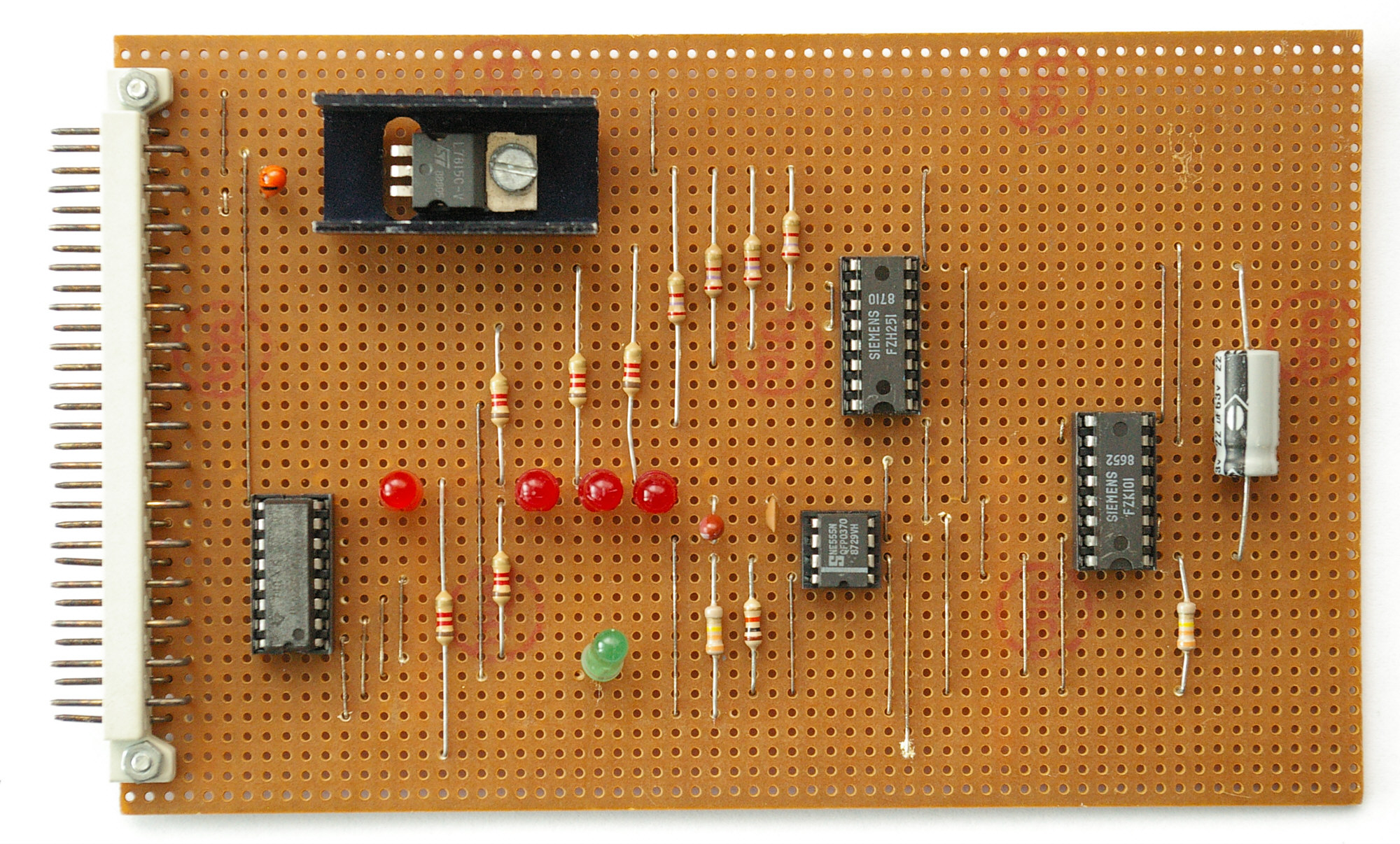
Univerzální plošný spoj (stripboard)

Montáž mezi spojovací body je manuální způsob montáže elektronických zařízení, používaný před hromadným zavedením desek plošných spojů a automatizované montáže v 50. letech 20. století. Tehdy běžná zařízení využívající vakuové elektronky byla rozměrná, s malým počtem součástek. Použity byly dosti velké objímky elektronek s vývody ve formě kolíků nebo pájecích oček. Také další používané součástky: mechanické přepínače, vzduchové ladicí kondenzátory, transformátory a sady vysokofrekvenčních cívek byly přednostně konstruovány s vývody v podobě pájecích oček. Tyto vývody (pájecí očka, kolíky) posloužily jako spojovací body pro připojení drobnějších součástek pájením. Rezistory a svitkové kondenzátory se připojovaly přímo na spojovací body. Stejným způsobem byly připojeny i holé nebo izolované vodiče pro ostatní spoje. Kde bylo třeba spojit více vodičů, než se vešlo do pájecího oka, byla použita pomocná konstrukce.

## Historický vývoj
Využití desek plošných spojů (DPS) nebylo v elektronkových zařízeních tak jednoznačně výhodné, jako u pozdějších elektronických obvodů s polovodičovými součástkami. Obdobné postupy se dosud užívají u prototypů zařízení s několika málo součástkami nebo s rozměrnými a těžkými součástkami.
Ještě před použitím montáže mezi spojovací body se při stavbě elektronických zařízení používaly pro spojení šroubové svorky nebo zkrucování vodičů a součástky byly umístěny na izolační dřevěné nebo keramické desce. Výsledné konstrukce byly náchylné k poruchám díky zkorodovaným spojům nebo mechanické nespolehlivosti kontaktů. První námořní radiostanice, zvláště od firmy Marconi, využívaly svařované měděné spoje, ale to bylo příliš drahé.
Montáž mezi spojovací body není vhodná pro automatizovanou výrobu a lze ji dělat jen manuálně, což je dražší a náchylnější k chybám, než použití plošných spojů. Je to dáno tím, že kvalita montáže je ovlivněna zručností toho, kdo ji provádí, na rozdíl od desky plošného spoje. Při výrobě, na rozdíl od sestavování prototypů, lze chyby minimalizovat pečlivě zvolenými montážními postupy.
Jako předstupeň před zavedením montáže mezi spojovacími body se používala montáž na samostatné desky s připevněnými pájecími oky (svorkovnice). Záměrem bylo využít pro spojování vývodů součástek pájení. Obecně se pájením rozumí propojení vývodů z mědi nebo pocínované oceli nízkotavitelnou slitinou s obsahem cínu a dalších kovů jako je stříbro, bismut. V dobách, kdy radiotechnice vládly vakuové elektronky, se užívaly cín-olovnaté pájky, zakázané směrnicí RoHS z roku 2011.

## Montáž na svorkovnici
Jako svorkovnice jsou využívány pásky nebo desky z izolačního materiálu, do kterých jsou mechanicky upevněna pájecí oka. Izolační materiál musí být dostatečně pevný a odolávat teplotám při pájení. Běžně byl jako izolant užíván bakelizovaný papír nebo jiný deskový izolant vyztužený textilií, případně papírem (tzv. Pertinax). Z dnešních materiálů by odpovídal FR2. Pájecí oka byla vyrobena z mosazi nebo mědi, většinou galvanicky pocínovaná. Pájecí oka měla až tři otvory pro protažení a zapájení drátového vývodu součástky nebo propojovacího drátu. Upevnění na izolační podložku mohlo být nýtováním, protože nýt (trubičkový nýt) mohl být vylisován jako součást pájecího oka. Jiný způsob je navlečení pájecích oček na delší šroub nebo sloupek, který se přišroubuje na izolační desku. Očka mohou být orientována do různých stran a umožní tak připojení více součástek.
Elektronkové přístroje byly po většinu své existence konstruovány na tzv. šasi (chassis). To byla pevná, samonosná základna pro všechny součástky. Většina konstrukcí spotřební elektroniky i měřicích přístrojů byla koncipována tak, že osazené šasi představovalo kompletní funkční přístroj. Ten byl potom vložen do esteticky ztvárněného krytu. Běžný tvar šasi byla krabice z ocelového pozinkovaného plechu s rovnou horní stranou, otevřená směrem dolů. V šasi byly prostřiženy otvory pro připevnění objímek pro elektronky, pro upevnění transformátorů a ostatních těžších součástek. Elektronky, transformátory, soupravy cívek byly montovány na horní stranu šasi tak, aby maximum vývodů zasahovalo do spodní části šasi. Kovové šasi jako vodič velkého průřezu představovalo společnou zem pro použité součástky. Do spodní části šasi byly montovány také různé přepínače a ovladače s velkým počtem vývodů. Bezprostředně mezi vývody na objímkách elektronek a přepínačů byly připájeny drobnější součástky. Pro zvětšení počtu spojovacích bodů byly na spodní stranu šasi montovány svorkovnice. Spoje, které nebylo možné zajistit připájením součástek, byly taženy měděnými, izolovanými vodiči.
Výrobci elektronických přístrojů kontrolovali kompletnost výrobků například porovnáním s fotografiemi vzorových kusů nebo s výkresy skutečného provedení. Přesto zde bylo mnoho příležitostí pro vynechání součástek nebo spojů. Tento způsob montáže byl velmi pracný a nebyl vhodný pro automatizaci výroby. Automatizace přišla teprve se zavedením desek plošných spojů.
V konstrukci zařízení s vakuovými elektronkami se způsob montáže mezi spojovací body udržel ještě po zavedení desek plošných spojů. Teplo generované elektronkami degradovalo desky plošných spojů a dělalo je křehké a lámavé. U dochovaných kusů historických radiopřijímačů z počátku šedesátých let 20. století je zřetelně vidět tepelná degradace zvlášť v okolí výstupních a usměrňovacích elektronek.
Stále se vyrábějí jako specialita elektronkové zesilovače, ve kterých je použita montáž mezi spojovací body. Jde ale spíše o designovou záležitost, než o výhodné technické řešení a jde o velmi malé počty výrobků.

## Prototypové desky
Prototypy elektronických zařízení, u kterých se předpokládají početné změny, se často nemontují na DPS, ale využívají se nepájivá propojovací pole. Originální anglický výraz pro nepájivé pole „breadboard“ znamenal prkénko na krájení chleba. V počátcích se součástky skutečně připevňovaly na dřevěnou destičku a propojovaly samostatnými vodiči. Dnešní nepájivá pole jsou plastové desky s otvory ve vhodném rastru (2,5 mm). V otvorech jsou vloženy svorky pro zasunutí vodiče a ty jsou na spodní straně nepájivého pole propojeny v řadách. Vývody součástek a propojovací vodiče jsou do pružných svorek pouze zasunuty, takže umožňují opakovanou výměnu součástek a změnu zapojení.
Jiným typem prototypové desky jsou univerzální plošné spoje (stripboard). Jednostranné plošné spoje s otvory v rastru 2,5 mm mají plošné vodiče, které propojují vždy několik otvorů. Součástky je nutné připájet, jejich obměna není tak snadná, jako u nepájivého pole. Přesto je taková deska vhodná k ověření funkce jednodušších obvodů před návrhem plošného spoje.